# Basel-Matthäus
Matthäus, im Baseldeutsch Mattys [ˈmɐtːis] genannt, ist ein Stadtteil der Schweizer Stadt Basel. Es liegt im Kleinbasel am Rheinufer und grenzt im Süden an das Clara-Quartier (Sperrstrasse) und die Kleinbasler Altstadt (Klingentalgraben), im Norden an das Klybeck-Quartier (Dreirosenstrasse, Horburgstrasse), im Osten an das Rosental-Quartier (Riehenring).
Das Matthäus-Quartier ist nach der Matthäuskirche im Zentrum des Stadtteils benannt; diese 1896 errichtete Kirche hat ihren Namen wiederum vom Apostel Matthäus. Der Stadtteil wurde fast gänzlich zwischen 1890 und 1900 für die in der Industrie tätige Kleinbasler Bevölkerung erbaut.
Seit 2006 findet auf dem Matthäuskirchplatz jeden Samstag ein Wochenmarkt statt. Zusätzlich gibt es vier Mal im Jahr einen Saisonmarkt: Bärlauchmarkt (Frühling), Chirsimarkt (Sommer), Kürbismarkt (Herbst) und der Zimtmarkt (Winter). Dort werden nebst Lebensmitteln auch noch andere handgefertigte Produkte angeboten.
Es bildet zusammen mit dem Klybeck-Quartier das untere Kleinbasel, welches scherzhaft als Bierfläschegellert (Bierflaschen-Gellert; das «Gellert» ist ein wohlhabendes Viertel im St. Alban-Quartier) bezeichnet wird.

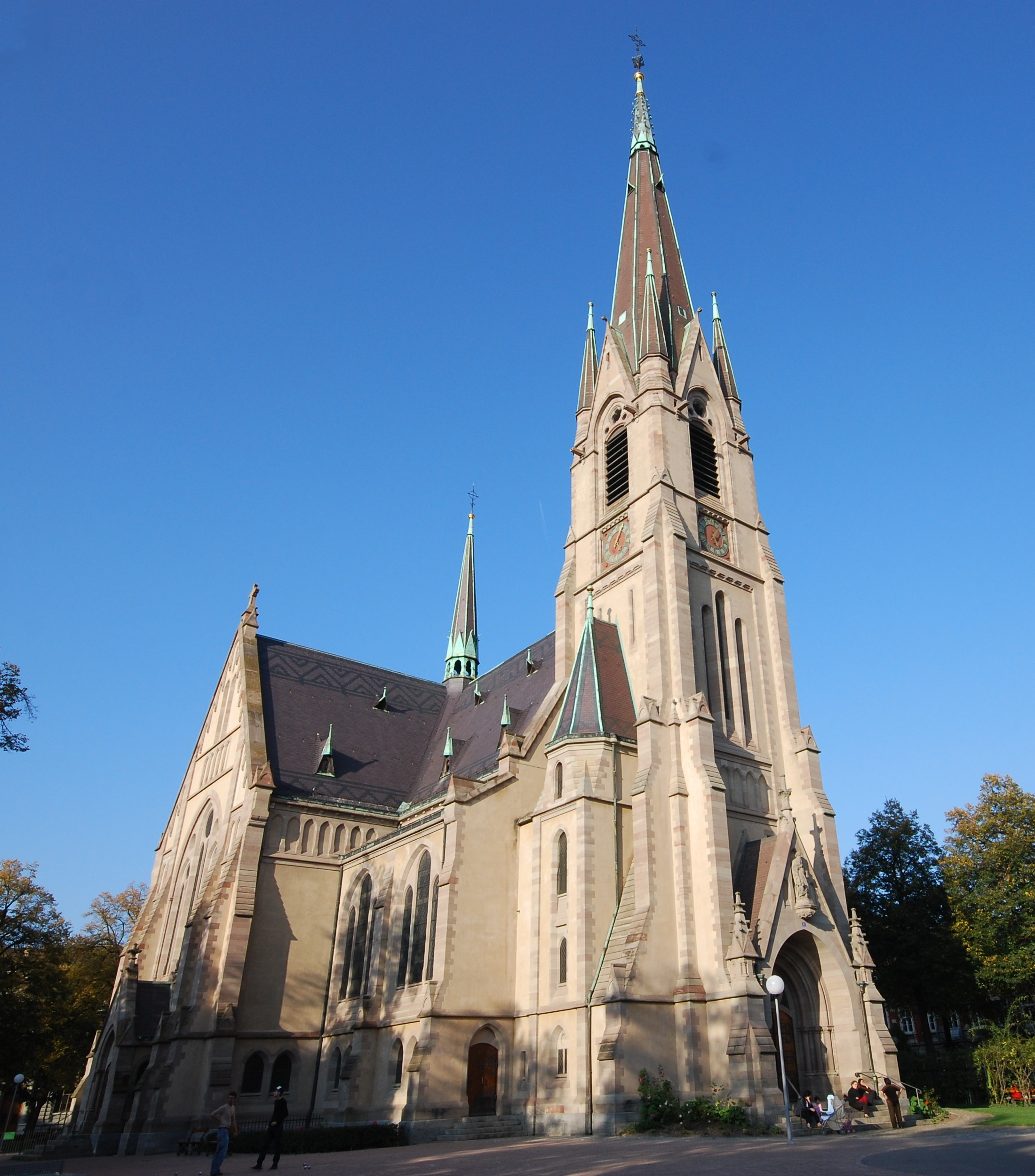
Matthäuskirche

## Wohnbezirke
Matthäus ist in vier Wohnbezirke unterteilt:
- Bläsi (Bläsi-Anlage, Matthäuskirche)
- Dreirosen (Dreirosenanlage, Breisacherstrasse)
- Flora (Erasmusplatz, Unterer Rheinweg)
- Haltingerstrasse (Klybeckstrasse, Riehenring)

## Gebäude und Sehenswürdigkeiten
- Matthäuskirche
- Josephskirche
- Cocteau-Kabinett
- Nordtangente